# Струмешниця (Болгарія)
Струме́шниця (болг. Струмешница) — село в Благоєвградській області Болгарії. Входить до складу общини Петрич.

## Населення
За даними перепису населення 2011 року у селі проживали 360 осіб.
Національний склад населення села:
| Національність   | Кількість осіб | Відсоток |
| ---------------- | -------------- | -------- |
| болгари          | 339            | 94,2%    |
| цигани           | 4              | 1,1%     |
| інша             | 16             | 4,4%     |
| Всього відповіли | 360            |          |

Розподіл населення за віком у 2011 році:
Динаміка населення: